# Roger Masson
Roger Masson (* 1. Juli 1894; † 19. Oktober 1967), heimatberechtigt in Veytaux, Kanton Waadt, war ein Schweizer Militär, Oberstbrigadier und Chef des militärischen Nachrichtendienstes der Schweiz während des Zweiten Weltkriegs.

## Leben

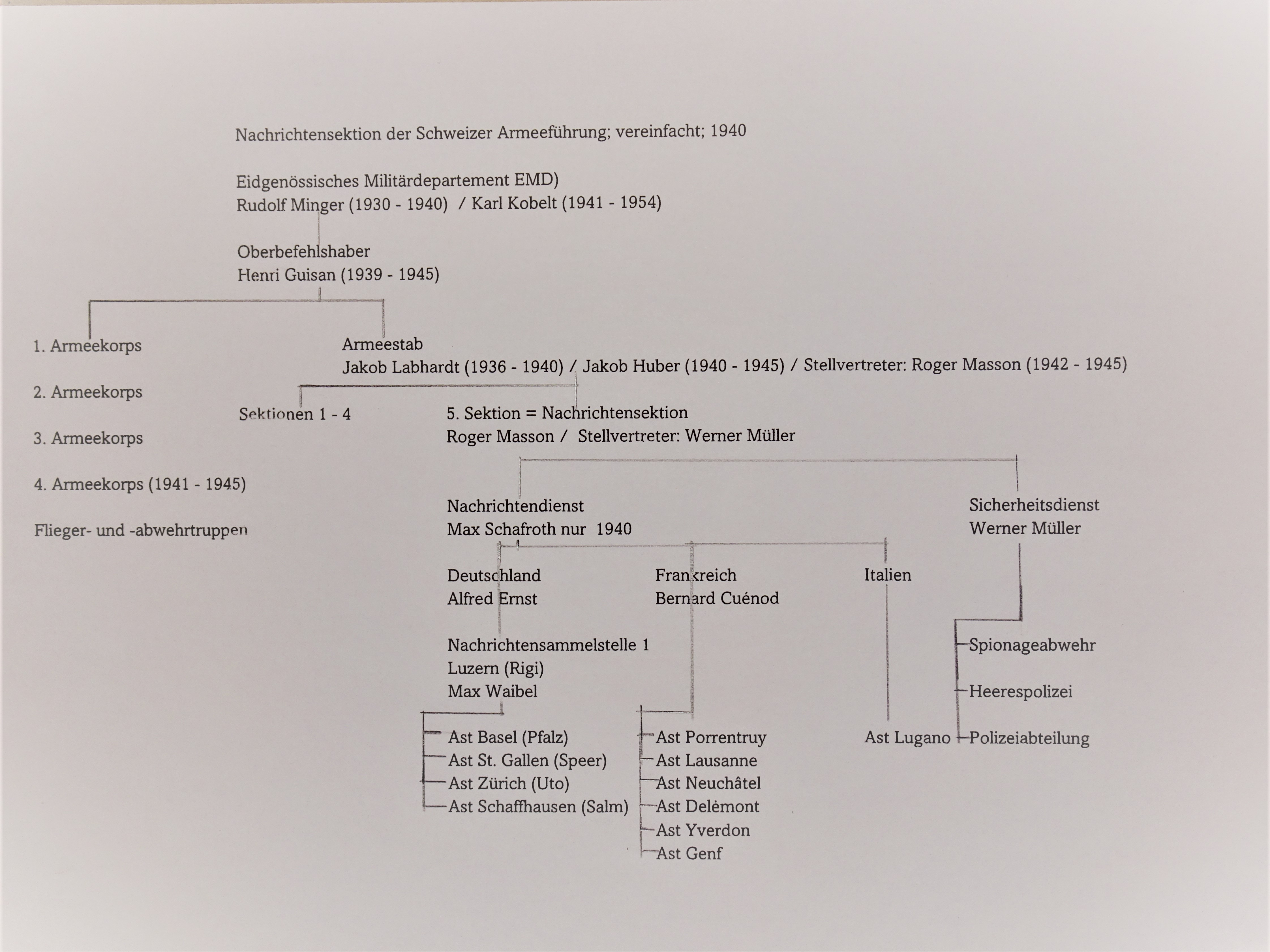
Organigramm des Nachrichtendienstes; vereinfachte Version

Roger Masson absolvierte eine Ausbildung zum diplomierten Militärwissenschaftler an der ETH Zürich. Anschliessend war er Instruktionsoffizier der Schweizer Armee und übernahm 1937 die Leitung der Nachrichtensektion des Generalstabs, deren Vorgängerin nach dem Ersten Weltkrieg abgeschafft wurde. Am 28. Februar 1938 erteilte der Chef der Generalstabsabteilung die Weisungen für den Neuaufbau des Nachrichtendienstes. Die Nachrichtensektion wuchs von fünf Mitarbeitern im Jahre 1938 auf zehn Mitarbeiter im Jahre 1939. Während des Aktivdienstes der Schweizer Armee von 1939 bis 1945 wuchs der Personalbestand auf 120 Personen und schmolz dann auf 66 Personen im Juni 1945 und 40 Personen im August 1945 ab.
Masson war ausserdem Chefredakteur der Revue militaire suisse von 1931–1967 und stellvertretender Chef des Generalstabs von 1942 bis 1945. Während des Weltkrieges organisierte er eine geheime Nachrichtenverbindung zum nazideutschen Sicherheitsdienst (SD), geführt durch den SS-Standartenführer Walter Schellenberg. Sie wurde von General Henri Guisan gefördert, vom Bundesrat abgelehnt.

## Massons Kontakte zum Deutschen Reich

### Ursprung der Kontakte zu Schellenberg

#### Meyer-Schwertenbach
Am Anfang des Kontakts zu Schellenberg stand der Zürcher Rechtsanwalt Paul Meyer-Schwertenbach. Er wurde am 4. August 1894 als Paul Eduard Meier in Dübendorf geboren. 1920 wurde er nach dem Jurastudium zum Doktor der Philosophie promoviert. Er war dann bei einem Zürcher Bezirksgericht tätig, und ab 1923 in der Anwaltskanzlei Chiodera. Ab 1930 veröffentlichte er Abenteuer- und Detektivgeschichten unter dem Namen Wolf Schwertenbach. Später nannte er sich Paul E. Meyer und verschmolz den Namen zu Paul Meyer-Schwertenbach.
Als Oberleutnant Paul Meyer trat er am 29. August 1939 seinen Dienst in einer Grenzfüsilierkompanie an. Der Chef der Militärischen Abwehr, Oberstleutnant Werner Müller, suchte einen Juristen, der die Berichte der Nachrichtensammelstellen bewerten, sichten und weiterleiten sollte. Empfänger der Berichte waren sowohl die Unterabteilungen der Nachrichtensektion wie die Spionageabwehr, die Polizeiabteilung des Territorialdienstes, als auch die Grenzbehörden, die neugeschaffene Bundespolizei und die Bundesanwaltschaft. Meyer war durch seine Beobachtungsgabe und seinen scharfen Verstand aufgefallen. Am 7. November 1939 wurde Meyer-Schwertenbach auf Antrag von Roger Masson zum Armeestab nach Interlaken versetzt. Zu den Aufgaben Meyer-Schwertenbachs gehörte es auch, die Nationale Bewegung der Schweiz zu beobachten, einen nationalsozialistischen Dachverband, der verschiedene nationalsozialistische Organisationen zu einer nationalsozialistischen Einheitspartei verschmelzen sollte.

#### Geschäftsverbindungen von Henri Guisan jr.
1941 war Hauptmann Meyer-Schwertenbach Trauzeuge von Oberstleutnant Henri Guisan jr. General Guisan sr. war erfreut, dass Meyer-Schwertenbach auf seinen Sohn aufpasste. Am 23. August 1941 ernannte General Guisan sr., der Oberbefehlshaber der Armee, Meyer-Schwertenbach zu seinem persönlichen Nachrichtenoffizier und betraute ihn auch mit Aufgaben seiner Personensicherheit.
Henri Guisan jr. wandte sich im Herbst 1941 an seinen Freund Meyer-Schwertenbach, mit der Bitte, ihm bei der Beschaffung eines Einreisevisums für Hans-Wilhelm Eggen behilflich zu sein. Meyer-Schwertenbach gelang dies in Absprache mit seinen Vorgesetzten Werner Müller und Masson. Die Bundespolizeiabteilung erteilte das Visum, und Eggen reiste am 30. Oktober 1941 nach Zürich.
Eggen erklärte ihm, dass die von ihm im Auftrag der SS gegründete Warenvertriebs-G.m.b.H., eine Beschaffungsgesellschaft für die SS, Holzbaracken kaufen wollte. Als Verkäufer hatte Eggen die am 29. August 1941 gegründete Extroc SA im Sinn. Henri Guisan jr. war Vorstandsmitglied der Extroc SA, Aktionäre die Basler Kaufleute Rudolf Haenger sr. und Rudolf Walter Haenger jr. 3000 Baracken wurden an die Warenvertriebs G.m.b.H. geliefert, und Meyer-Schwertenbach vertrat zuerst die Extroc SA und später die Warenvertriebs-G.m.b.H. und bezog hierfür zuerst von der einen, dann von der anderen Seite erhebliche Honorare. Das Entgelt für die Baracken belief sich auf 12 Mio. Franken, welche das Wirtschafts- und Verwaltungshauptamt des Reichsführers SS zur Verfügung stellte. Dieses Amt benötigte für die Freigabe des Geldes die Zustimmung des Leiters des Auslandsnachrichtendienstes im Amt VI des Reichssicherheitshauptamtes, Brigadeführer Walter Schellenberg. Eggen und Schellenberg waren sich näher gekommen und arbeiteten oft zusammen. Dabei vermied es Eggen, Schellenberg unterstellt zu werden, damit er seine persönliche Unabhängigkeit behielt, und blieb im SS-Führungshauptamt.

#### Deutsche Pressekampagne gegen die Schweiz
Im Herbst 1941 führten deutsche Zeitungen eine Kampagne gegen die Schweiz, weil diese ihr selbst gegebenes Neutralitätsversprechen nicht einhalte. Masson befürchtete deswegen einen Präventivangriff auf die Schweiz. Für einen Präventivangriff sprach auch, dass der soeben begonnene Russlandfeldzug für Deutschland noch günstig verlief, und noch Reserven vorhanden waren. Mit der Respektierung der Schweizer Souveränität war langfristig nicht zu rechnen. Sie war im Gedankengebäude Adolf Hitlers grundsätzlich nicht vorgesehen. Der im Völker- und Staatsrecht führende deutsche Jurist Carl Schmitt formulierte dies so, dass Deutschland wie jedes Reich seinen Grossraum habe, in den seine politische Idee ausstrahle und der fremden Interventionen nicht ausgesetzt sein dürfe. In einer Grossraumordnung gewähre das Führungsvolk den geführten Völkern allenfalls eine abgestufte Autonomie. Im Grossraum gäbe es für die geführten Völker keine Souveränität, keine Unabhängigkeit und keine territoriale Unversehrtheit.

#### Erste Treffen von Masson und Eggen

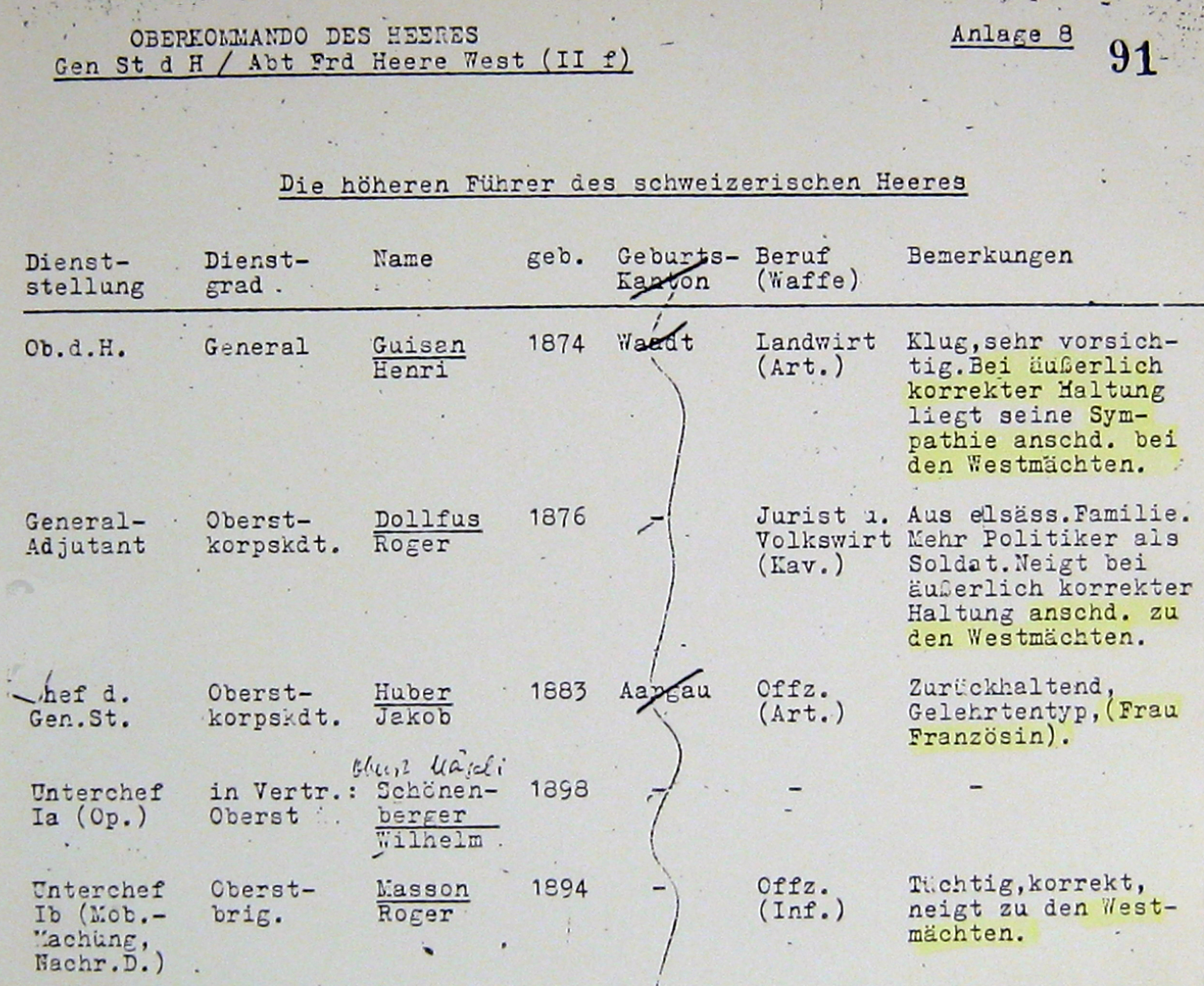
Einschätzung der deutschen Wehrmacht von Roger Masson (unten auf der Seite)

Meyer-Schwertenbach kannte die Überlegung seines Vorgesetzten Masson und schlug ihm vor, einen näheren Blick auf Eggen zu werfen. Masson willigte ein und beauftragte Meyer-Schwertenbach, ein Treffen zu organisieren. Am 24. November 1941 trafen sich Masson, Eggen und Meyer-Schwertenbach im Hotel Schweizerhof in Bern. Eggen vermittelte Masson den Eindruck, er sei schweizfreundlich und ideenreich, und er habe Zugang zu deutschen Schlüsselfiguren. Masson entschied sich, Eggen noch einmal zu treffen, weil er in seinen Augen den falschen Eindruck Deutschlands von der Schweiz gerade rücken konnte. Im frühen Dezember 1941 bat Masson Eggen um den ersten Gefallen: Man möge deutscherseits dem nationalsozialistischen Schweizer Journalisten Franz Burri untersagen, gegen die Schweiz hetzende Informationsbulletins zu veröffentlichen. Burri behauptete darin, dass der Oberbefehlshaber der Schweizer Armee, General Henri Guisan sr., unter dem Einfluss von Juden, Plutokraten und Freimaurern stehe und ein Lakai der angelsächsischen Politik sei. Eggen konnte den Wunsch Massons erfüllen mit Hilfe seines Vorgesetzten Jüttner, dem Leiter des SS-Führungshauptamts, und des Leiters des SS-Hauptamts, Gottlob Berger. Anfang Dezember 1941 meldete Masson seine Kontakte zu Eggen dem Leiter des persönlichen Stabes von General Guisan sr., Bernard Barbey. Barbey gab ihm den Rat, über den Kontakt Stillschweigen zu bewahren.

#### Freilassung von Ernst Mörgeli
Anfang 1942 wandte sich Masson an Eggen mit der Bitte, auf die Freilassung von Ernst Mörgeli hinzuwirken. Mörgeli war Bediensteter beim Schweizer Konsulat in Stuttgart und war gleichzeitig für das Deutsche Büro des Nachrichtendienstes tätig. Mörgeli war unter dem unzutreffenden Vorwurf der Spionage für Grossbritannien verhaftet worden und später in das Konzentrationslager Welzheim eingewiesen worden. Eggen erklärte wahrheitsgemäss, dass er darauf keinen Einfluss nehmen könne. Helfen könne aber der SS-Brigadeführer und Generalmajor der Polizei Walter Schellenberg, der Leiter des Amtes VI im Reichssicherheitshauptamt, des Sicherheitsdienstes des Reichsführers SS, Heinrich Himmler. Masson wusste nichts über Schellenberg, aber schlug Eggen ein privates Treffen mit Schellenberg in der Schweiz vor. Schellenberg liess Masson über Eggen ausrichten, dass er keine Zeit für einen Urlaub in der Schweiz habe, und lud Masson nach Berlin ein. Dies lehnte wiederum Masson ab. Schellenberg lud daraufhin Meyer-Schwertenbach nach Berlin ein und empfing ihn am 8. Juli 1942 in einem Gästehaus der SS am Wannsee.

#### Gespräch zwischen Schellenberg und Meyer-Schwertenbach am Wannsee

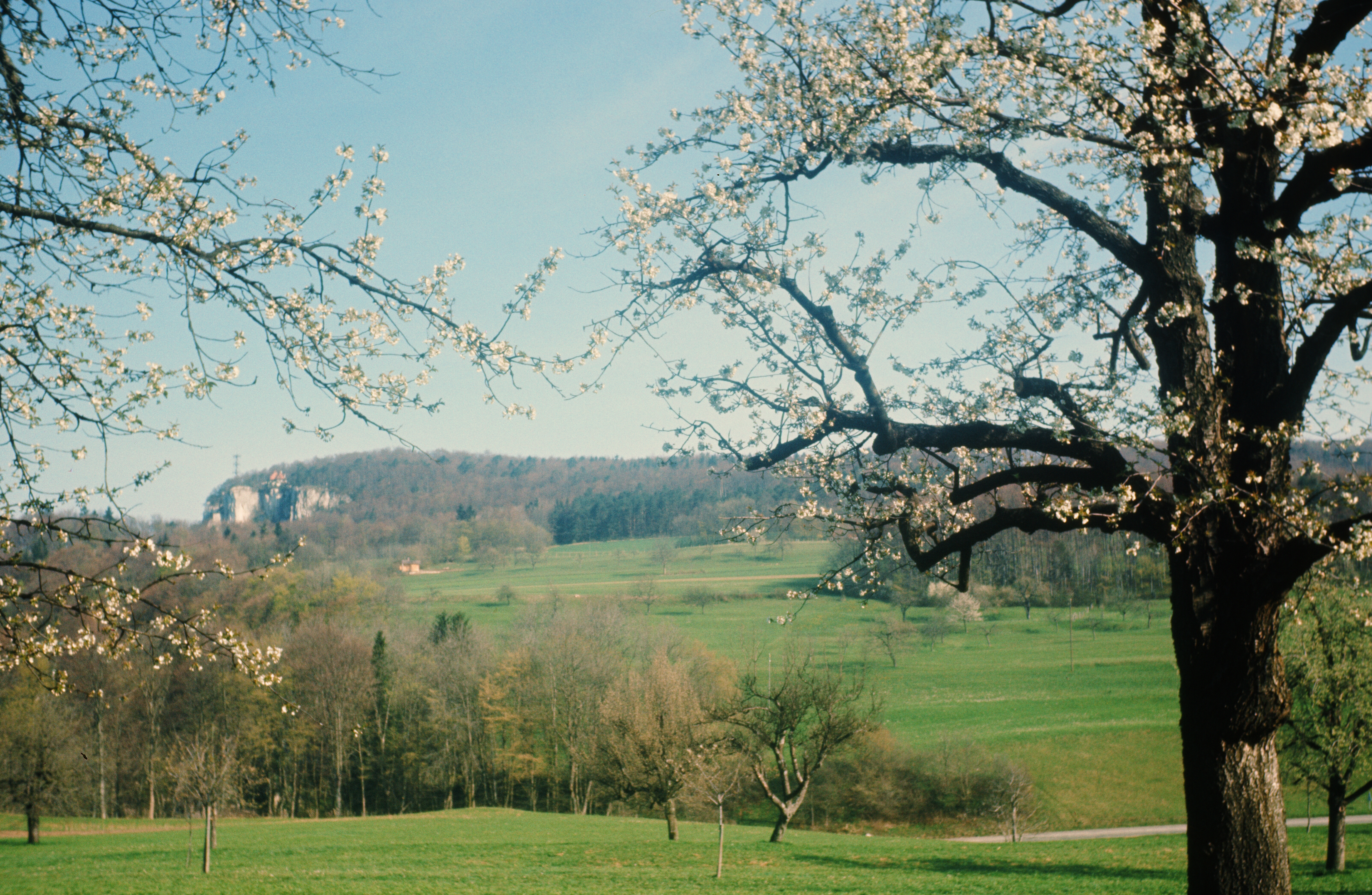
Gempenplateau

Schellenberg sprach Meyer-Schwertenbach auf die „La Charité“-Papiere an, die Zweifel an der Neutralität der Schweiz aufkommen liessen. Während des deutschen Westfeldzuges fielen deutschen Truppen in La Charité sur Loire und in der Dampiere-Kaserne in Dijon zurückgelassene Akten in die Hände. Sie enthielten den Plan H, wie Frankreich und die Schweiz gemeinsam einen deutschen Angriff auf der Linie Basel – Gempenplateau – Olten abweisen wollten. Von deutscher Seite wurden die Pläne als Bruch der Neutralität angeprangert und als Druckmittel benutzt. Der Plan H war allerdings keine Verletzung des Neutralitätsrechts, weil ein neutraler Staat, der völkerrechtswidrig angegriffen wird, sich wie jeder andere Staat verteidigen darf und dabei frei ist, ein Bündnis einzugehen. Meyer antwortete Schellenberg, dass es sinnvoll sei, sich mit Masson zu treffen. Masson war sehr bemüht, die Bedeutung des Planes H als kleiner darzustellen, als sie Deutschland wahrnahm.
Schellenberg sprach weiter die unfreundliche Haltung der Schweizer Presse an. Meyer-Schwertenbach erklärte, hierauf keinen Einfluss nehmen zu können; die Freiheit der Presse sei ein wesentlicher Bestandteil des Schweizer Staatssystems. Meyer bat Schellenberg um die Freilassung von Ernst Mörgeli. Wenn man Franz Burri und seine Presseagentur zum Verstummen brächte und Mörgeli freilasse, seien dies die beiden Pfeiler, auf denen man die Beziehung aufbauen könnte. Allerdings sollte Mörgeli erst später entlassen werden. Schellenberg beruhigte Meyer-Schwertenbach damit, dass die Schweiz Hitler derzeit nicht auf den Nägeln brenne, da militärische Dinge seine Aufmerksamkeit voll in Anspruch nähmen. Schellenberg und Meyer-Schwertenbach waren übereinstimmend der Auffassung, dass die deutsche Botschaft in der Schweiz nicht das Gehör von Himmler und Hitler fände, und dass ihre Gespräche ausschliesslich Privatgespräche ohne Bindungswirkung sein sollten. Die Gespräche sollten geheim gehalten werden, aber die jeweiligen Vorgesetzten, Heinrich Himmler und Roger Masson, sollten informiert werden.

### Treffen zwischen Masson und Schellenberg in Waldshut

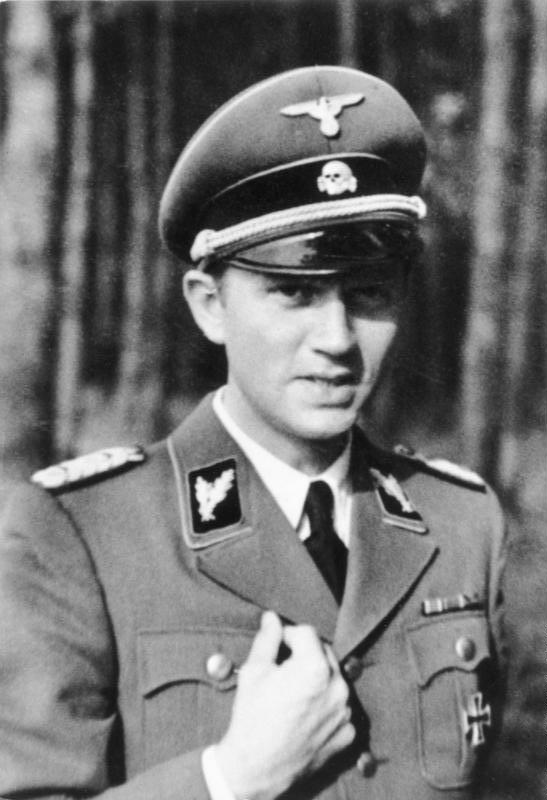
Walter Schellenberg

Am 27. August 1942 sandte Schellenberg seinen Mittelsmann Eggen nach Zürich mit dem einzigen Auftrag, die Spannungen zwischen dem Deutschen Reich und der Schweiz zu vermindern. Im Gespräch im Hotel Baur au Lac gab Eggen an Masson die Empfehlung, sich bald mit Schellenberg zu treffen. Bisher sei man in Deutschland der Ansicht gewesen, dass Masson mit dem britischen Geheimdienst in enger Verbindung stehe. Man habe aber mittlerweile erkannt, dass Masson ein Mann sei, dem man deutscherseits vertrauen kann. Wenn Masson mit Schellenberg in Kontakt käme, könnte man Probleme lösen, was auf den verstopften diplomatischen Wegen nicht möglich sei. Man kenne in Deutschland niemanden in der Schweiz, mit dem man schwierige Fragen in einer freundlichen und vertrauensvollen Art und Weise angehen könne. Masson beauftragte daraufhin Meyer-Schwertenbach, ein Treffen mit Schellenberg vorzubereiten. Masson meldete seine Absicht Bernard Barbey, dem Chef des persönlichen Stabes von General Guisan. Massons direkter Vorgesetzter, der Generalstabschef Jakob Huber, war wegen Urlaubs unerreichbar. Später trat Masson direkt an Guisan heran und berichtete von seinem Vorhaben. Guisan äusserte keine Einwände. Das Treffen zwischen Masson und Schellenberg fand am 8. September 1942 in der Bahnhofsgaststätte der badischen Grenzstadt Waldshut statt. In Waldshut begann Schellenberg das Gespräch mit der Behauptung, der Schweizer Nachrichtendienst werde von den Vereinigten Staaten finanziert, und Masson stehe ganz oben auf der Fahndungsliste. Allerdings sei er, Schellenberg, gegenüber der Schweiz freundlich gesonnen. Daraufhin machte Schellenberg gegenüber Masson Zugeständnisse:
- Ernst Mörgeli solle freigelassen werden.[47] Dies war dann am 4. Dezember 1942 der Fall. Mörgeli wurde in Begleitung von Eggen nach Dübendorf ausgeflogen.
- Franz Burri werde veranlasst, seine Schmutzkampagnen einzustellen.[48] Dies gelang Schellenberg, aber nur für einige Monate.[49]
- Der Leiter der Polizeiabteilung des Justiz- und Polizeidepartements, Heinrich Rothmund, solle das ihm lange verweigerte Einreisevisum nach Deutschland bekommen. Davon machte Rothmund Gebrauch und reiste zu Besprechungen vom 12. Oktober 1942 bis zum 6. November 1942 nach Berlin. Ende Januar 1943 erstattete er dem Bundesrat einen ausführlichen Bericht.[50]
- Schweizer, die den Schweizer Wehrdienst ableisten wollten, solle die Ausreise in die Schweiz gestattet werden.[51]

Am 6. Januar 1943 erstattete Schellenberg eine „Meldung Nr. 52 an den Führer“, wonach die Schweiz an ihrer bewaffneten Neutralität festhält und ihren militärischen Schutz verstärkt. Schellenberg legte dar, dass die Schweiz befürchte, in den Krieg hineingezogen zu werden, weil der Widerstand Italiens sinke. Schon beabsichtige die britische RAF den Brennerpass zu bombardieren, um die wichtige Verbindungslinie zwischen den Achsenmächten auszuschalten. In dieser Lage genüge der bisherige militärische Schutz der Neutralität nicht mehr. Die Schweiz beabsichtige deshalb, nochmals eine Generalmobilmachung durchzuführen, um bis im Frühjahr 1943 operationsbereit zu sein. Die Mobilmachung sei rein defensiv und richte sich gegen jeden Eindringling. Sie sei nicht die Antwort auf die Besetzung Südfrankreichs durch deutsche Truppen. Es soll nur verhindert werden, dass die Schweiz durch die Besetzung grosser Teile Italiens in den Krieg hineingezogen werde.

### Treffen zwischen General Guisan und Schellenberg in Biglen und Arosa

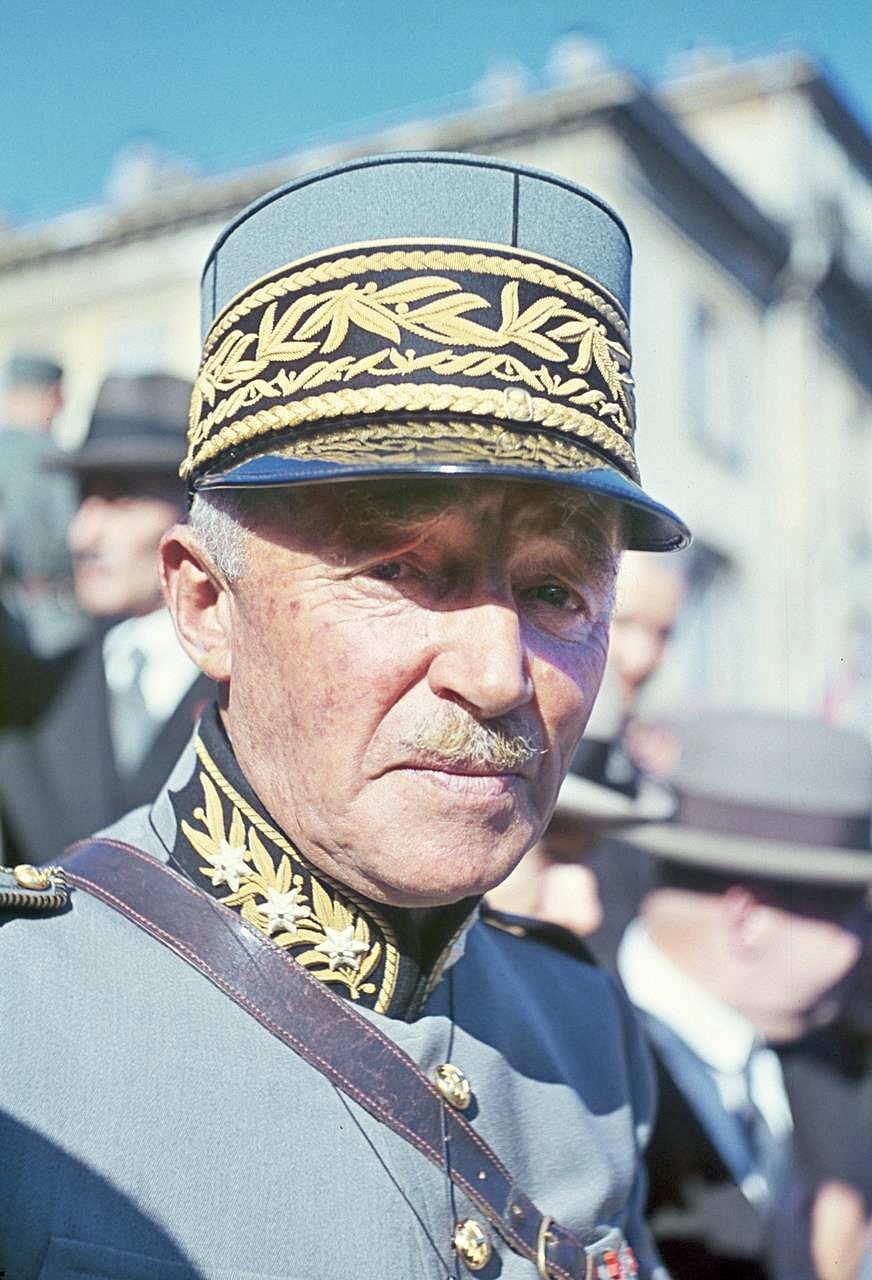
General Henri Guisan

Am 25. Dezember 1942 setzte sich Eggen mit Meyer-Schwertenbach in Verbindung und teilte ihm mit, dass Schellenberg eine Woche in einem Chalet verbringen und mit Masson und General Guisan die generelle Situation zugunsten der Schweiz bereinigen wolle. Oberstleutnant Werner Müller nutzte eine Umstrukturierung der Abwehr, um Meyer-Schwertenbach an den Nachrichtendienst abzugeben. Müller hielt ihn für einen schädlichen Intriganten, der Dinge nicht für sich behalten konnte und sich gerne in Angelegenheiten ausserhalb seines Zuständigkeitsbereichs einmischte. Am 20. Januar 1943 wurde Meyer-Schwertenbach zum Leiter des Nachrichtendienstes im Zweigbüro Zürich der Nachrichtensammelstelle 1 in Luzern bestellt. Leiter des Zweigbüros wurde aber auf Betreiben von Max Waibel, dem Leiter der Nachrichtensammelstelle 1, Hauptmann Eugen Gyr, was Meyer-Schwertenbach als Affront auffasste. Meyer-Schwertenbach blieb aber trotz seiner Versetzung von Interlaken nach Zürich teilweise General Guisan direkt unterstellt. Auch Masson behielt sich Max Waibel gegenüber vor, Meyer-Schwertenbach zu besonderen Aufträgen heranzuziehen, wozu der Kontakt zu Eggen und Schellenberg gehörte. In diesen Angelegenheiten war Meyer-Schwertenbach Waibel nicht berichtspflichtig. Am 27. Januar 1943 erzählte Meyer-Schwertenbach in einem privaten Gespräch General Guisan die Reisepläne von Schellenberg. Meyer-Schwertenbach empfahl Guisan, den Deutschen fest und unerschütterlich zu erklären, dass man die Schweiz gegen einen Einfall der Westmächte und gegen einen Einfall der Achsenmächte gleichermassen verteidigen werde, auch wenn Italien in Konflikte hineingezogen würde. Guisan stimmte einem Treffen mit Schellenberg zu, weil das Deutsche Reich seiner Ansicht nach von dieser Entschlossenheit nicht überzeugt war. Am 2. März 1943 reiste Schellenberg über Kreuzlingen in die Schweiz ein. Ursprünglich sollte das Treffen am 3. März 1943 im Hotel Schweizerhof in Bern stattfinden. Guisan entschied sich aber für den Gasthof Bären in Biglen, weil dort die Gefahr geringer war, erkannt zu werden. Schellenberg erklärte Guisan, dass es für Deutschland schwer sei, die Schweiz anzugreifen. Im Führerhauptquartier sei davon auch abgeraten worden, aber bei Hitler müsste man immer das Schlimmste befürchten. Guisan sollte schriftlich erklären, dass sich die Schweiz gegen jeden Angriff wehren würde, auch gegen die Westalliierten, wenn sie versuchten, von Süden hinter die deutschen Linien zu kommen. Guisan erwiderte in unfreundlichem Ton, dass ein Angriff auf die Schweiz kein Spaziergang würde. Am 4. März 1943 fuhren Schellenberg und Eggen nach Arosa, um sich dort noch einmal mit General Guisan zu treffen. Guisan überreichte Schellenberg eine schriftliche Erklärung, wonach die Schweizer Armee jeden als Feind behandelt, der in die Schweiz eindringt. In Abstimmung mit Hitler ermächtigte Aussenminister Ribbentrop im April 1943 den Leiter des Amtes VI des RSHA, Schellenberg, dem Oberbefehlshaber Guisan mündlich wie folgt zu antworten: "Deutschland begrüßt die Entscheidung der Schweiz, ihre Neutralität um jeden Preis zu verteidigen. Berlin ist der Auffassung, dass die Absicht der Schweiz, ihre Alpenpässe gegen einen Angriff aus dem Süden zu verteidigen, nicht verwirklicht werden muss. Die Achsenmächte sind nämlich entschlossen, Engländer und Amerikaner aus dem Mittelmeerraum zu vertreiben". Am 22. Juni 1943 schlug Ribbentrop Hitler vor, die Formulierung von der Vertreibung der Engländer und Amerikaner abzuschwächen und nur noch davon zu sprechen, dass sie von einer Landung auf dem europäischen Festland abgehalten werden.

### Falscher Alarm und vorgetäuschte Rettung

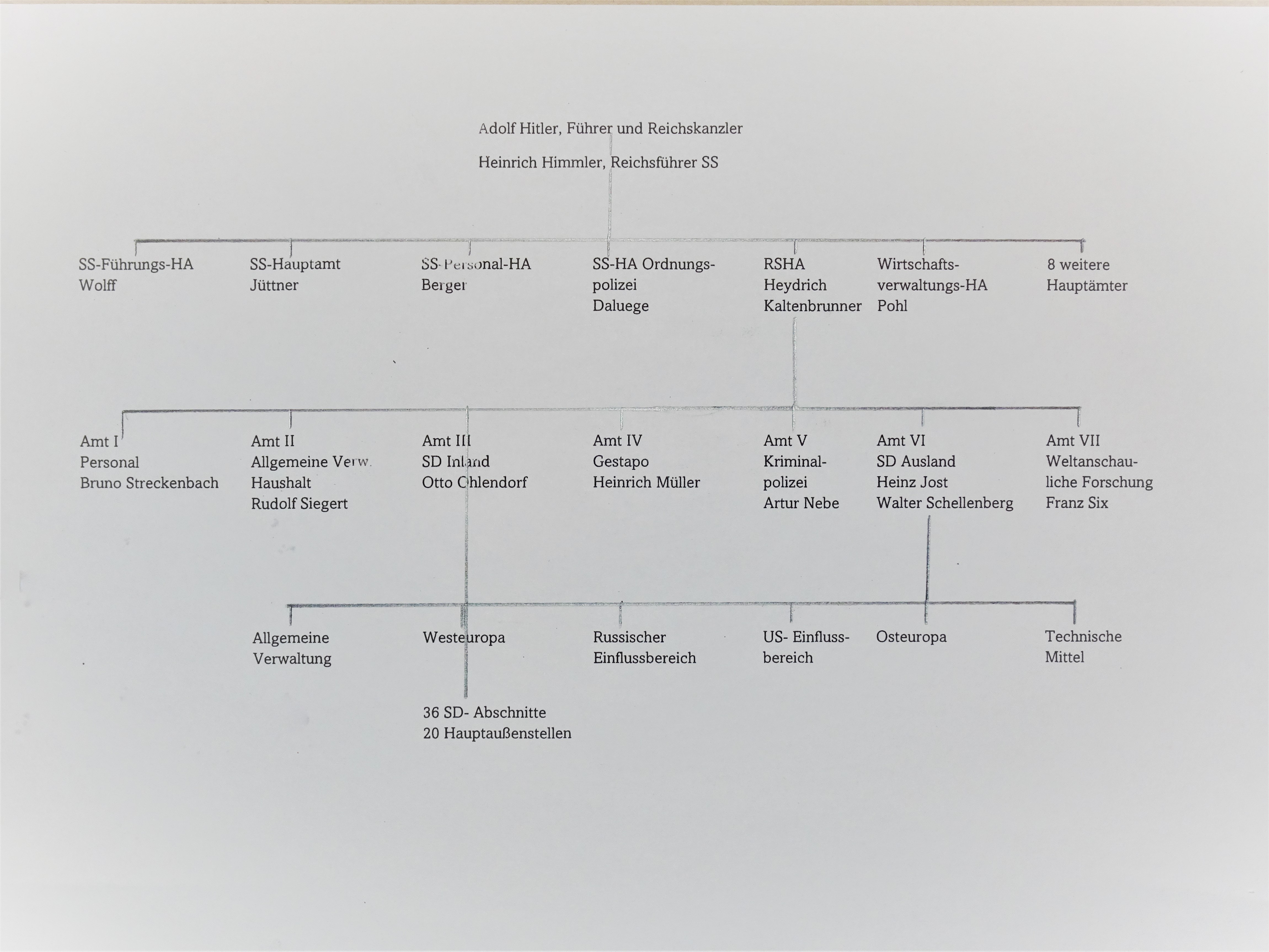
Stellung Schellenbergs in der Hierarchie der SS

Seit November 1942 erhielt die Nachrichtensammelstelle 1 im Hotel Schweizerhof in Luzern mehrere Meldungen, dass Deutschland die Schweiz angreifen wolle. Sie lösten keine besondere Besorgnis aus, da ein Angriff unwahrscheinlich war. Am 18. März 1943 erhielt die Nachrichtensammelstelle 1 die Nachricht, dass Deutschland die Schweiz spätestens am 6. April 1943 mit einer Million Mann und zusätzlich 100'000 Fallschirmjägern angreifen wolle. Der Informant hatte sich in der Vergangenheit als zuverlässig erwiesen. Tags darauf rief Masson wegen dieser Nachricht Meyer-Schwertenbach an.
Am 20. März 1943 teilte Meyer-Schwertenbach telefonisch Eggen mit, dass er wegen der Invasionsmeldungen aus dem Reich beunruhigt sei. Eggen versicherte Meyer-Schwertenbach wahrheitsgemäss, dass er bisher nur Gutes gehört habe. Es gäbe keinen Grund zur Beunruhigung, alles in Berlin sei in Ordnung. Eggen berichtete Schellenberg von dem Gespräch, und beide entwickelten eine Geschichte, mit der sie sich bei Masson in ein noch günstigeres Licht setzen konnten. Am 22. März 1943 telefonierten Meyer-Schwertenbach und Eggen um 15 Uhr noch einmal, und Eggen kündigte an, dass er am nächsten Tag am Badischen Bahnhof in Basel ankommen würde. Um 17 Uhr berichtete die Nachrichtensammelstelle 1 an Masson, dass im Führerhauptquartier entschieden worden sei, die Schweiz nicht anzugreifen. Grund seien vermutlich die geringen Reserven des Deutschen Reichs. Es gab aber 1943 keinen Plan, die Schweiz anzugreifen, und es gab auch keine Besprechung im Führerhauptquartier zu diesem Thema. Dies war aber in der Schweiz nicht bekannt. Frühestens 1954 konnte Hans-Rudolf Kurz nach Erkundigungen in Deutschland feststellen, dass es 1943 keinen deutschen Angriffsplan gegen die Schweiz gab. Am Morgen des 23. Mai 1943 beauftragte Masson telefonisch Meyer-Schwertenbach, sich bei Eggen in persönlichem Gespräch zu erkundigen, ob der Angriffsbefehl tatsächlich abgeblasen wurde. Meyer-Schwertenbach fuhr danach an den Badischen Bahnhof in Basel. Dort sagte er zu Eggen: „Wir wurden über den geplanten Angriff auf die Schweiz informiert; gestern wurde er abgeblasen.“ Daraufhin erzählte Eggen dem unwissenden Meyer-Schwertenbach eine mit Schellenberg ausgeheckte Lügengeschichte: Der Angriff sei auf den 25. März 1943 angesetzt gewesen. Es sei Schellenberg gewesen, der Hitler davon abbringen wollte. Nach der Besprechung habe Schellenberg ihn angerufen und hätte gesagt: „Jetzt ist alles verloren!“ Mit Hilfe von Himmler und Ribbentrop sei es dann gelungen, Hitler umzustimmen und die Entscheidung zum Angriff rückgängig zu machen. Tatsächlich hatte Hitler Schellenberg im ganzen Jahr 1943 nicht zu einem Vortrag einbestellt. Am 24. März trafen sich Masson, Meyer-Schwertenbach und Eggen in Zürich, und Eggen erzählte Masson die erfundene Geschichte vom abgeblasenen Angriff.

#### Weiteres Entgegenkommen Schellenbergs
Eggen bat danach Masson, an Schellenberg ein Dankschreiben zu richten, und eine Einladung Schellenbergs zu einem Besuch in Berlin anzunehmen, wo dieser ihn mit Heinrich Himmler bekannt machen wollte. Masson war bereit, zu Schellenberg zu fahren, aber der Bundesrat lehnte den Reiseantrag ab. Stattdessen reiste Meyer-Schwertenbach am 28. Juli 1943 nach Berlin. Schellenberg blieb weiterhin schweizfreundlich. Er übergab an Masson die in deutscher Gefangenschaft befindlichen Familienangehörigen des französischen Generals Henri Giraud, der von der Festung Königstein geflohen war. Masson legte hierauf besonderen Wert, weil Giraud sein Ausbilder an der Ecole supérieure de Guerre in Paris war. Masson brachte die Familie nach Frankreich zurück. Schellenberg wollte in den zu erwartenden Verfahren auf tätige Reue verweisen können, die sich strafmildernd auswirkt.

#### Meyer-Schwertenbachs Erzählungen
Am 29. März 1943 hielt sich Meyer-Schwertenbach im Armeehauptquartier in Interlaken auf. Er traf auf seinen Vorgesetzten Max Waibel, Leiter der Nachrichtensammelstelle 1 in Luzern. Er erklärte Waibel, dass seine Nachrichtenlinie Wiking zuverlässig sei, er selbst habe dies in Berlin überprüft. Waibel berichtete über dieses Gespräch schriftlich dem Leiter der Abwehr Oberst Werner Müller, der zugleich Stellvertreter Massons war. Waibel bezeichnete Schellenberg als unehrlich gegenüber der Schweiz und gegenüber Masson, weil er vor dem bevorstehenden Angriff nicht gewarnt hatte. Dass kein Angriff geplant war, konnte Waibel nicht wissen. Am 30. März suchte Meyer-Schwertenbach seinen ehemaligen direkten Vorgesetzten, den Leiter der Abwehr, Oberstleutnant Werner Müller auf, und erzählte ihm Ähnliches wie Waibel Müller berichtete über dieses Gespräch am 2. April 1943 schriftlich an Masson und meinte, Meyer-Schwertenbach hielte sich für den Retter des Vaterlandes und spiele sich als Kontrolleur und Bewerter des Nachrichtendienstes auf. Er wolle Meyer-Schwertenbach im Armeehauptquartier nicht mehr sehen.

### Zerwürfnisse in der Nachrichtensektion
Am 11. März 1943 informierte der Verbindungsoffizier zwischen dem eidgenössischen Militärdepartement und dem Oberbefehlshaber der Armee, Major Hans Bracher, Bundesrat Karl Kobelt über das Gespräch Schellenbergs in Biglen. Kobelt brachte die Angelegenheit vor den Bundesrat als Kollegialorgan. Dieser teilte General Henri Guisan mit, dass es unverständlich sei, dass der Oberbefehlshaber sich mit hochrangigen Offizieren eines kriegführenden Staates in Verbindung setzt und gegenüber diesen politische Erklärungen abgibt. Max Waibel, der Leiter der Nachrichtensammelstelle 1 und sein Vorgesetzter Alfred Ernst, Leiter des Deutschen Büros des Nachrichtendienstes, baten den Chef des Armeestabs, Jakob Huber, um Versetzung aus der Nachrichtensektion. Ernst glaubte, dass SS-Führer Einfluss auf die Nachrichtensektion ausübten. Waibel zog den Antrag wieder zurück und verblieb auf seinem Dienstposten. Hans Hausamann wandte sich am 4. April 1943 direkt an Bundesrat Kobelt und empfahl ihm, Oberstbrigadier Wacker von der Gebirgsbrigade 12 und Masson die Posten tauschen zu lassen. Die Rückfrage bei Schellenberg, ob ein Angriff auf die Schweiz bevorstünde, habe Himmler mit der Nase darauf gestossen, dass es in der Umgebung Hitlers eine undichte Stelle gibt. Es entstand in der Nachrichtensammelstelle 1 der Eindruck, man müsse die Erkenntnisquellen auch vor Masson schützen. Die Teile des Nachrichtendienstes, die mit Deutschland befasst waren, spalteten sich in zwei Lager, und es zeigten sich Zerfallstendenzen.

## Interview Massons mit dem Daily Telegraph
Am 28. September 1945 erklärte Masson in der englischen Tageszeitung „The Daily Telegraph“, wie Hitler mit 30 Divisionen die Schweiz angreifen wollte, und wie ihn sein Vertrauensmann Schellenberg in einer hitzigen Debatte von diesem Befehl abbrachte. Die Schweizer Presse reagierte verärgert, zunächst weil eine ausländische Zeitung zuerst an die interessante Geschichte kam. Zudem war den Journalisten noch gut in Erinnerung, wie Masson während des Krieges einige Zeitungen beschuldigte, dass sie nicht objektiv seien, und so das Deutsche Reich provozierten.

### Die parlamentarische Behandlung

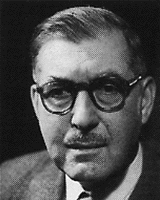
Karl Kobelt

Den Bundesrat, der für Aussenpolitik zuständig war, hatte Masson weder um Erlaubnis gefragt noch ihn vorgewarnt. Der Bundesrat musste deshalb in aller Eile zu den Aussagen Massons Stellung nehmen. Bundesrat Kobelt bezeichnete das Interview als wenigstens taktlos, wenn nicht als Dienstvergehen. Am 1. Oktober 1945 richteten die Nationalräte Eugen Dietschi aus Basel und Walter Bringolf aus Schaffhausen an den Bundesrat die parlamentarische Anfrage, ob die Geschichte wahr sei und ob Masson Schellenberg und andere SS-Grössen vor den Nürnberger Prozessen retten wollte. Bundesrat Karl Kobelt gab in seiner Antwort im Wesentlichen die Äusserungen Massons wieder. Masson hätte die gute Absicht gehabt, seinem Lande zu dienen und hätte keine eigennützigen Nebenabsichten verfolgt. Allerdings werde Masson wegen des Interviews zur Rechenschaft gezogen; sein Verhalten werde bereits untersucht. In der gleichen Sitzung erstattete Kobelt einen vorgezogenen Bericht über die militärische Gefährdung der Schweiz im Zweiten Weltkrieg, aber nur mit Material des Militärdepartements, das vorzeitig zusammengestellt werden musste. Der Bericht des gesamten Bundesrats war ursprünglich für Dezember 1945 vorgesehen. Für das Eidgenössische Militärdepartement und seinen Vorsteher Karl Kobelt war die Antwort zusätzlich dadurch erschwert, dass gegensätzliche Stellungnahmen eingereicht wurden. Der Chef der Politischen Polizei Basel, Wilhelm Lützelschwab, hielt das Vorgehen Massons für falsch und gefährlich. Der Oberbefehlshaber der Armee, General Guisan, hielt das Verhalten Massons für wahrscheinlich sehr nützlich, und erklärte, dass Masson ihn von allen Schritten unterrichtet habe. Die Nationalräte und die Presse waren aber mit der umfassenden Auskunft Kobelts gleichermassen zufrieden. General Guisan erklärte nochmals 1948 in einer Rede vor der Association romande et francophone de Berne et environs (ARB), dass das Verhalten von Masson nützlich war, und erhielt lauten Applaus.

### Administrativuntersuchung gegen Masson
Mit der Untersuchung wurde der Bundesrichter Louis Couchepin beauftragt. Die letzte Frage des Untersuchungsauftrags lautete:
War Massons Verbindung zu Schellenberg legal, bedenklich oder illegal? Am 8. März 1946 veröffentlichte das Eidgenössische Militärdepartement eine Kurzversion des später so genannten „Couchepin-Reports“. Masson wurde im Wesentlichen rehabilitiert: Oberstbrigadier Masson begann und unterhielt seine Verbindung zu SS-General Schellenberg unter Zustimmung und Billigung seiner militärischen Vorgesetzten. Selbst wenn man bestreitet, dass seine Verbindung zulässig und nützlich war, sollte anerkannt werden, dass er in der guten Absicht handelte, seinem Lande zu dienen. Die Untersuchung hat ergeben, dass er keine Informationen an das Ausland gab, die der Schweiz nachteilig wurden. Masson war vielmehr bemüht, Schwierigkeiten in den Beziehungen beider Länder auszuräumen. Es wurde festgestellt, dass er weder persönliche Vorteile durch die Verbindung anstrebte, noch irgendwelche Vorteile hatte. Seine Redlichkeit ist nicht beeinträchtigt. Es wurde vom Vorsteher des Eidgenössischen Justiz- und Polizeidepartements beanstandet und von Massons militärischem Vorgesetzten mit einem Verweis geahndet, dass er seine Zuständigkeit überschritt, als er ohne Ermächtigung die Grenze nach Deutschland überquerte. Diese Angelegenheit ist deshalb erledigt. Dessen ungeachtet muss noch geahndet werden, dass er ein Interview gab, das mit seinen Beamtenpflichten nicht vereinbar war. Entsprechend der Forderung von Bundesrichter Couchepin erhielt er dafür einen Verweis.

## Schreiben Massons an das Amerikanische Militärgericht zugunsten von Schellenberg

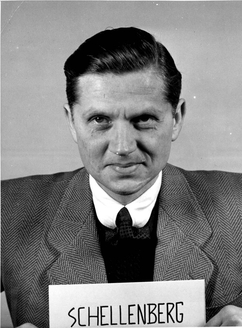
Walter Schellenberg 1946/47

Am 10. Mai 1948 gab Masson eine Ehrenerklärung für Schellenberg vor dem amerikanischen Militärgericht ab, deren Inhalt General Guisan bestätigte. Schellenberg sei ein Patriot, der bedaure, dass Hitler-Deutschland in den Zweiten Weltkrieg gehetzt habe. Schellenberg habe noch vor dem Verlust der Schlacht von Stalingrad gewusst, dass der Krieg mit einer deutschen Niederlage enden wird. Sein Einfluss sei aber zu gering gewesen, so dass er nicht gewusst habe, was er tun solle. Schellenbergs wohlwollende Haltung gegenüber der Schweiz sei uneigennützig gewesen, er habe sich nicht bei den Siegern anbiedern wollen.
Einen ähnlichen Gedankengang verfolgte auch das amerikanische Militärgericht. In seinem Urteil vom 11. April 1949 schrieb es in einem Abschnitt "Schuldausschließung und mildernde Umstände" zur Strafzumessung: Schellenberg hatte Anteil an der Hilfe für manche, die eingesperrt, unterdrückt oder verfolgt waren im Dritten Reich. Die Hilfe war zeitnah und erheblich und erleichterte unmittelbar die Bedrängnis der Verfolgten. Das Gericht hält es für unerheblich, ob Schellenberg aus Mitleid gehandelt hat, oder um sich Vorteile bei den schon erkennbaren Siegern des Krieges zu sichern. Seine Motive wirkten sich auf die, denen er half, nicht aus. Das Gericht will ihm die Verdienste, wo er geholfen hat, nicht absprechen.

## Rezeption

### Aufbau des Nachrichtendienstes
Der Militärhistoriker Hans-Rudolf Kurz verweist auf General Guisan und Generalstabschef Jakob Huber, die beide betonten, dass der Nachrichtendienst in sehr kurzer Zeit aufgebaut wurde und erstaunlich viel herausgefunden habe. Masson und der Nachrichtendienst hätten im Zweiten Weltkrieg ihre Feuerprobe bestanden.

### Kontakte zu Schellenberg
Von 1959 bis 1967 veröffentlichte Masson selbst 15 Artikel in Schweizer Zeitungen, in denen er sein Vorgehen begründete und rechtfertigte. Hans Hausamann liess durch den Journalisten Alphons Matt ein Erinnerungsbuch ohne wissenschaftlichen Anspruch zusammenstellen, vorwiegend unter Verwendung der Berichte seines Nachrichtenbüros. In diesem Buch hielt Hausamann an seiner Auffassung vom September 1943 fest. Masson sei gutgläubig gewesen, habe sich aber in Gefahr begeben, von Schellenberg und anderen führenden Nazis erpresst und ausgenützt zu werden. Demgegenüber sei die Freilassung von Mörgeli nur ein kleiner Erfolg gewesen. Otto Pünter vertrat die Ansicht, dass Masson in redlicher Absicht gehandelt habe.
Der Militärhistoriker Hans-Rudolf Kurz erkannte in seinem wissenschaftlichen Werk Nachrichtenzentrum Schweiz an, dass Masson anstrebte, den Aktenfund von La Charité zu entkräften, der das Vertrauen in die Schweizer Neutralität zerstören konnte. Rückblickend habe im Verhalten Massons ein Risiko gelegen, das sich glücklicherweise nicht verwirklicht habe. Andernfalls wäre Masson ein schwerer Vorwurf nicht erspart geblieben.
Eine andere Gewichtung setzte ein mit der Dissertation von Daniel Bourgeois: La Troisième Reich et la Suisse 1933–1941. Bourgeois befasste sich mit der ganzen Politik des Dritten Reiches gegenüber der Schweiz und widmete einen besonderen Abschnitt den schweizerisch-französischen Eventualplanungen und der Verbindung von Masson zu Schellenberg. Sinnvoll sei Massons Augenmerk auf die angezweifelte schweizerische Neutralität gewesen, weil diese der zentrale Aspekt der deutsch-schweizerischen Beziehung während der Zeit des Nationalsozialismus gewesen sei. Einerseits kam Hitler eine souveräne Schweiz in militärischer Hinsicht zupass, solange sie neutral war, andererseits wollte er langfristig andere souveräne Staaten im germanischen Grossraum nicht dulden.
Mit dem Geheimen Draht nach Berlin widmet erstmals Pierre Th. Braunschweig eine wissenschaftliche Monografie der Verbindung von Masson und Schellenberg. Braunschweig vertritt die Auffassung, dass Masson bei der Überschreitung seiner Kompetenzen die Risiken unterschätzt habe. Dabei werde gerne übersehen, dass es ihm gelungen sei, den Nachrichtendienst aus dem Nichts aufzubauen und ihn in eine grosse, wirksame Einrichtung zu verwandeln.